# 武汉轮渡

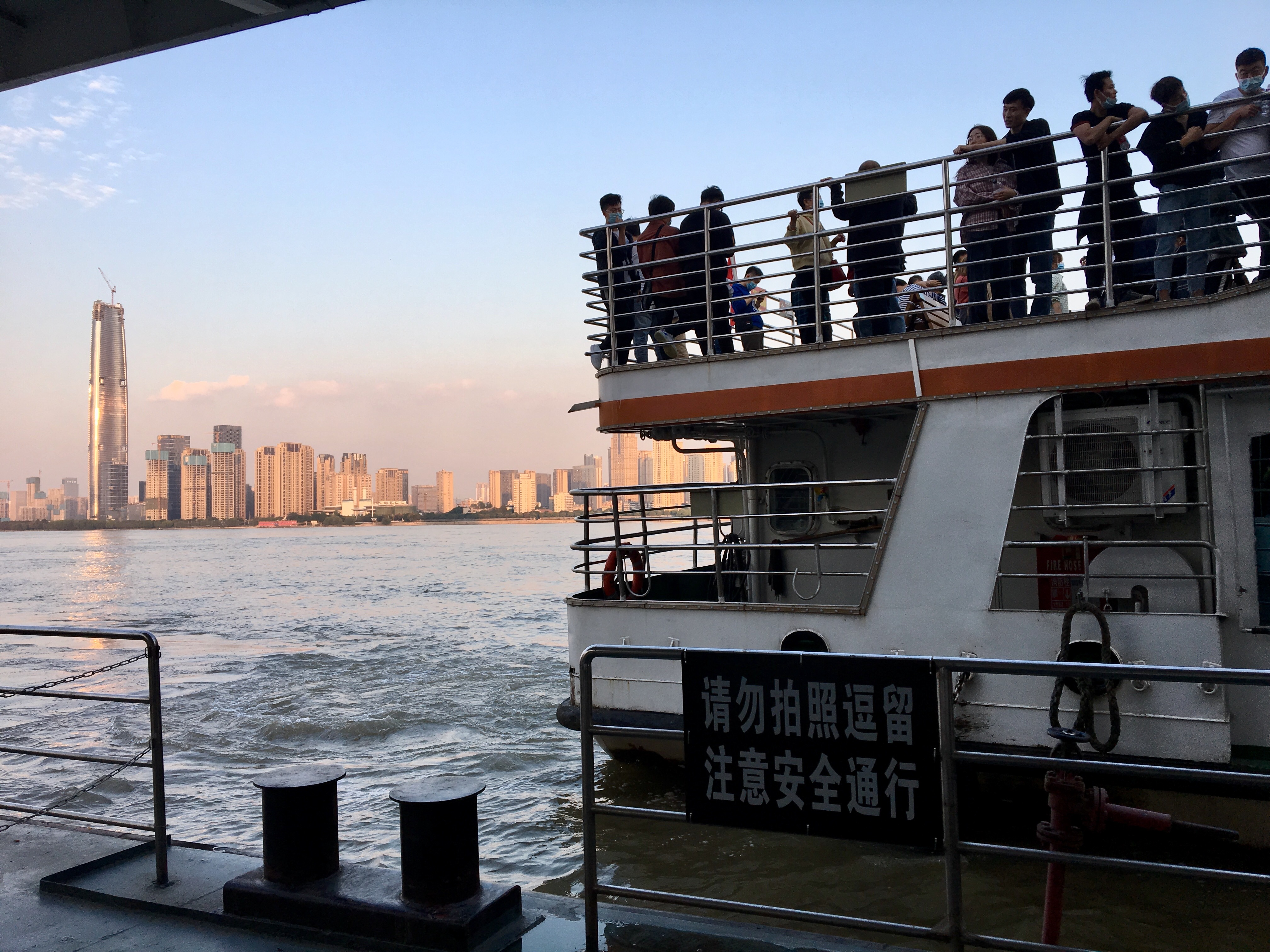
即將駛離武漢關碼頭的輪渡

武汉轮渡是武汉长江上的一个轮渡系统，是武汉城市公共交通系统的组成部分，目前主要由武汉市轮渡公司运营。

## 历史

### 火车轮渡
随着京汉铁路及粤汉铁路的相继建成，1937年武汉江边出现了火车轮渡，通过火车轮渡码头将火车用轮渡从位于汉口的江岸火车站运送到位于武昌的徐家棚火车站。轮渡曾因为战争等原因停航，后于1957年武汉长江大桥建成后取消。1966年，火车轮渡码头改为战备用途，直到2012年战备轮渡码头准备搬迁再度停用。

### 渡船更新
2010年，武汉市更新了已服役29年、即将强制报废的部分渡船。

### 趸船更新
2023年，中华路1号码头趸船于8月30日至9月8日进行升级改造，施工期间，武中线、集中线、大禹线航线进行临时调整。其中，武中线（武汉关码头至中华路1号码头）调整为武汉关码头至中华路2号码头（黄鹤楼码头）下客，中华路3号码头（汉阳门码头）上客。由于中华路码头2号、3号码头为踏步式台阶通道，电动车、自行车无法上下船，为此，航线调整期间，电动车、自行车被允许临时通行武汉长江大桥。

## 现状
目前武汉轮渡已经改用天然气作为燃料，系国内内河首个使用液化天然气清洁能源的轮渡系统。

## 码头
漢口
- 集家嘴碼頭
- 王家巷碼頭
- 武漢關碼頭
- 粵漢碼頭

漢陽
- 晴川碼頭

武昌
- 中華路1號碼頭
- 中華路2號碼頭
- 中華路3號碼頭
- 中華路4號碼頭

青山
- 月亮灣碼頭

## 线路
目前线路有武汉关至中华路、青山至天兴洲、龙王庙至汉阳门、晴川至黄鹤楼、王家巷至曾家巷、龙王庙游览购物航线、“零点航班”等8条航线18艘船。
其中最受欢迎的线路是从汉口武汉关和武昌中华路的，因其两侧分别联结汉口江汉路和武昌司门口、户部巷等地。

### 公交轮渡航线
| 起讫码头                                            | 是否對開 | 起點       | 終點       | 價格      |
| --------------------------------------------------- | -------- | ---------- | ---------- | --------- |
| 武汉关-中华路                                       | 是       | 武漢關     | 中華路     | 1.5 元/位 |
| 武汉关-中华路（零点航班）                           | 是       | 武漢關     | 中華路     | 5.0 元/位 |
| 青山-天兴洲                                         | 否       | 青山       | 天興洲     | 1.5 元/位 |
| 天兴洲-青山                                         | 否       | 天興洲     | 青山       | 1.5 元/位 |
| 曾家巷-王家巷                                       | 否       | 曾家巷     | 王家巷     | 1.5 元/位 |
| 王家巷-曾家巷                                       | 否       | 王家巷     | 曾家巷     | 1.5 元/位 |
| 集家嘴-汉阳门                                       | 是       | 集家嘴     | 漢陽門     | 2.0 元/位 |
| 晴川-黄鹤楼                                         | 否       | 黃鶴樓     | 晴川       | 1.5 元/位 |
| 黄鹤楼-晴川                                         | 否       | 黃鶴樓     | 晴川       | 1.5 元/位 |
| 黄鹤楼-晴川（大禹神话园专航航行时刻，逢节假日增开） | 否       | 黃鶴樓     | 晴川       | 2.0 元/位 |
| 晴川-黄鹤楼（大禹神话园专航航行时刻，逢节假日增开） | 否       | 晴川       | 黃鶴樓     | 2.0 元/位 |
| 黄鹤楼-王家巷                                       | 否       | 黃鶴樓     | 王家巷     | 1.5 元/位 |
| 王家巷-黄鹤楼                                       | 否       | 王家巷     | 黃鶴樓     | 1.5 元/位 |
| 武昌月亮湾-武汉关苗家                               | 否       | 武昌月亮湾 | 武汉关苗家 | 1.5 元/位 |
| 武汉关苗家-武昌月亮湾                               | 否       | 武汉关苗家 | 武昌月亮湾 | 1.5 元/位 |

### 汽渡航线
| 起讫码头      | 备注 |
| ------------- | ---- |
| 滨江苑-铁机路 |      |
| 青山-鲇鱼套   |      |

## 票价
普线航班票价1.5元/人（集家嘴至汉阳门航线2元/人），20分钟一班。

## 图集

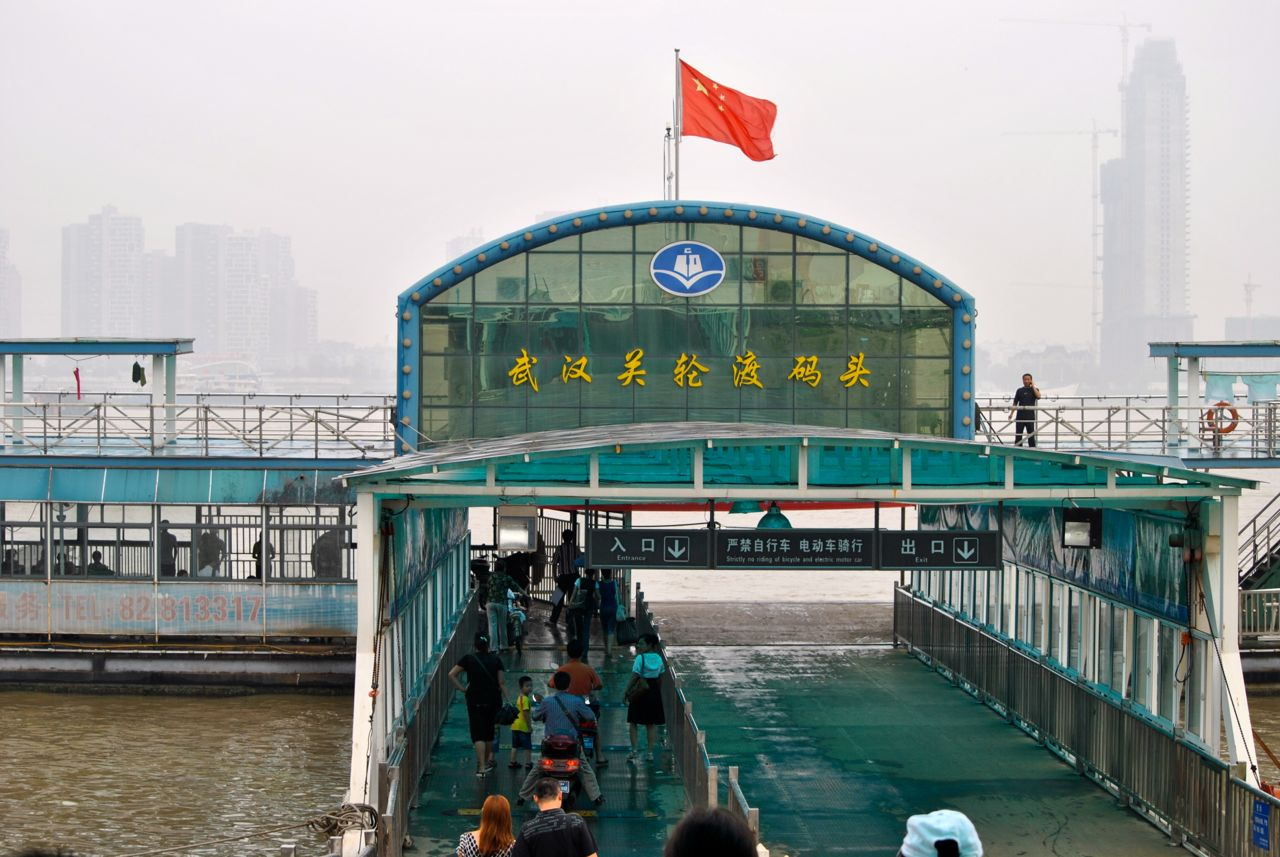
2011年的武汉关码头
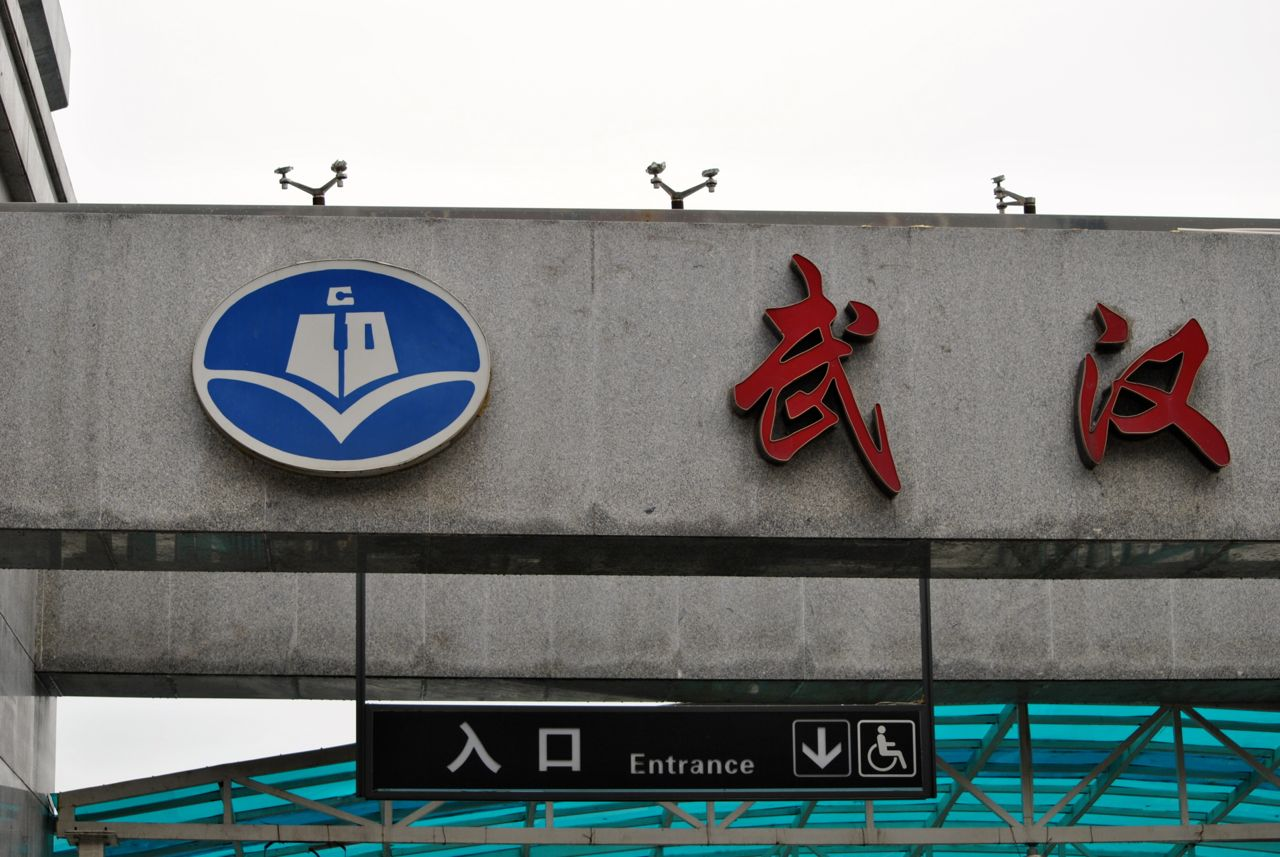
武汉市轮渡公司标识
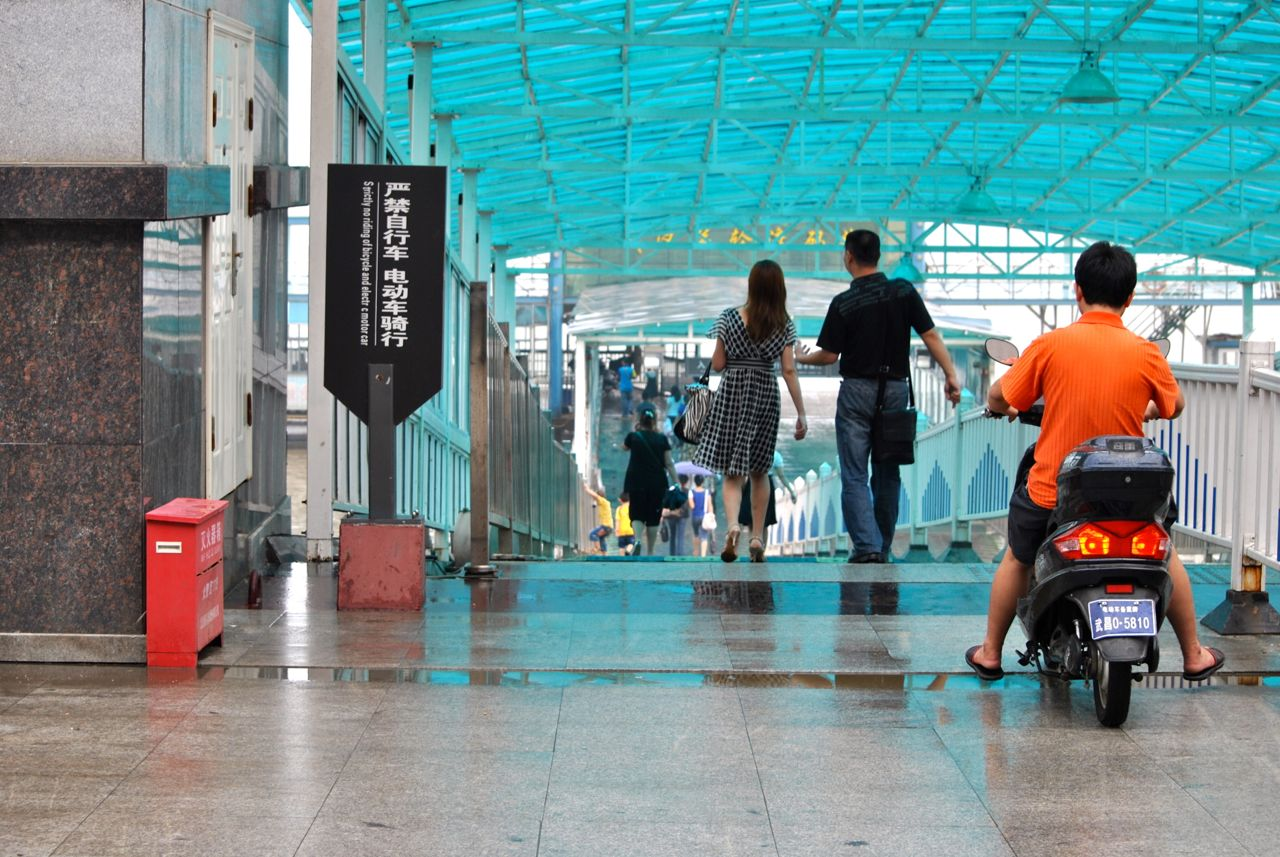
武汉轮渡是电动车及自行车过江的首选交通方式，因此类车辆一般不能使用桥梁及隧道
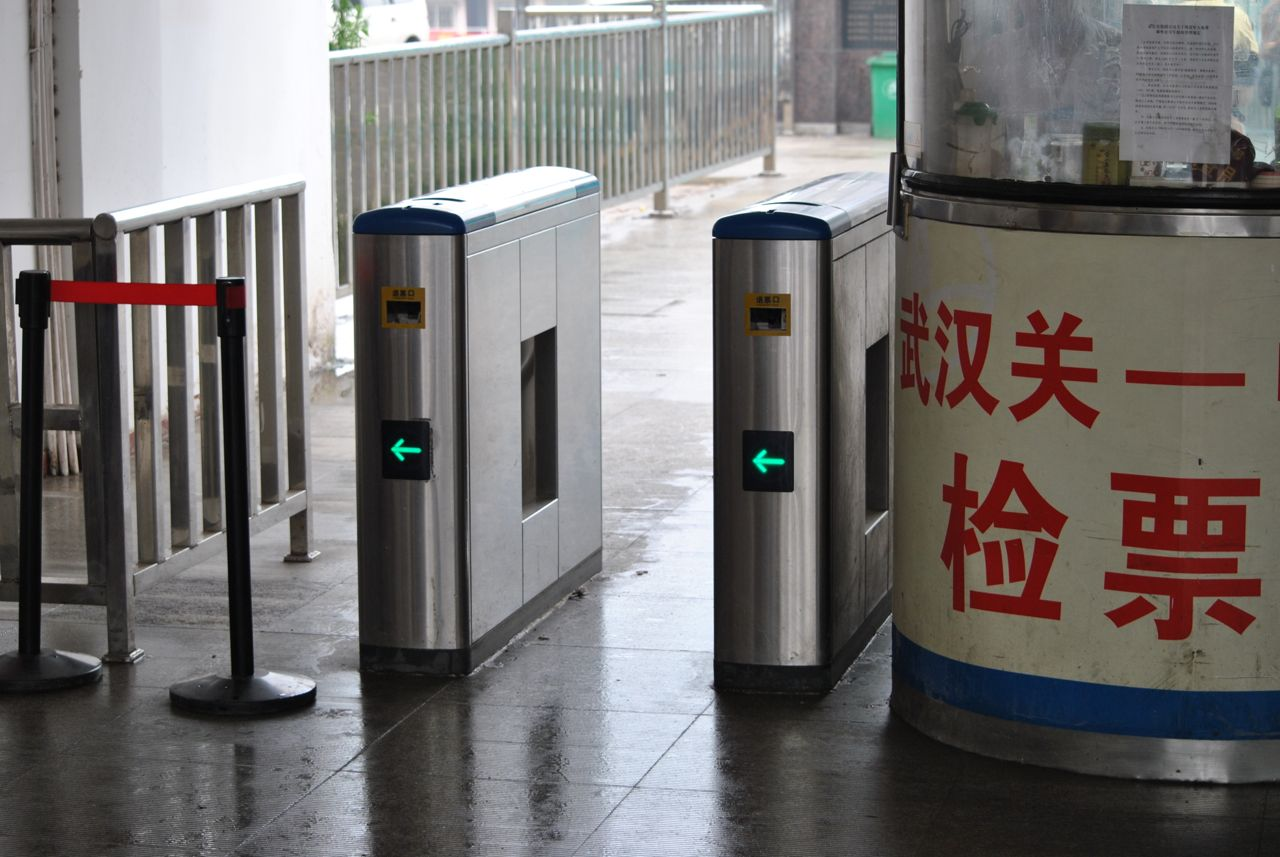
武汉关码头和中华路码头使用类似武汉地铁的闸机，也可使用武汉通等公共交通卡
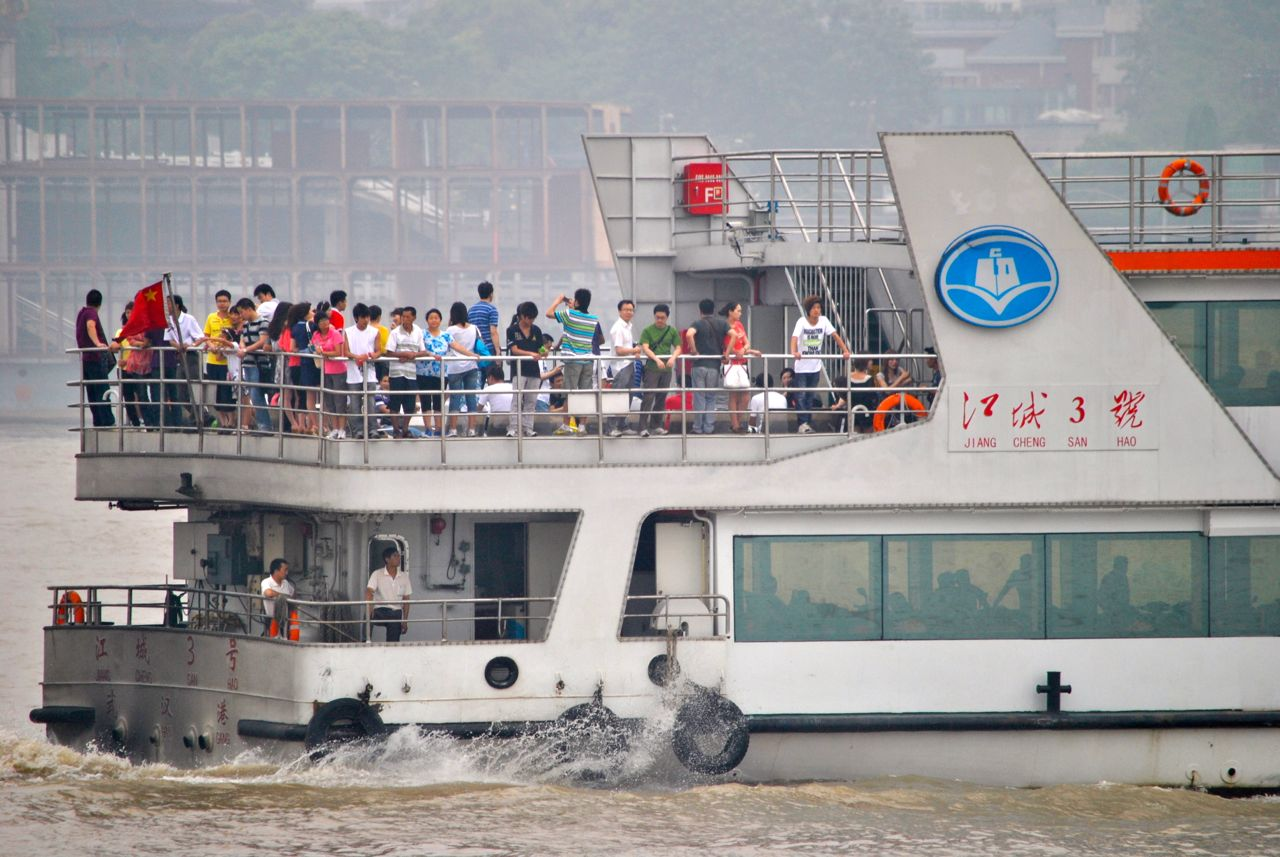
新轮渡的后部开放式甲板
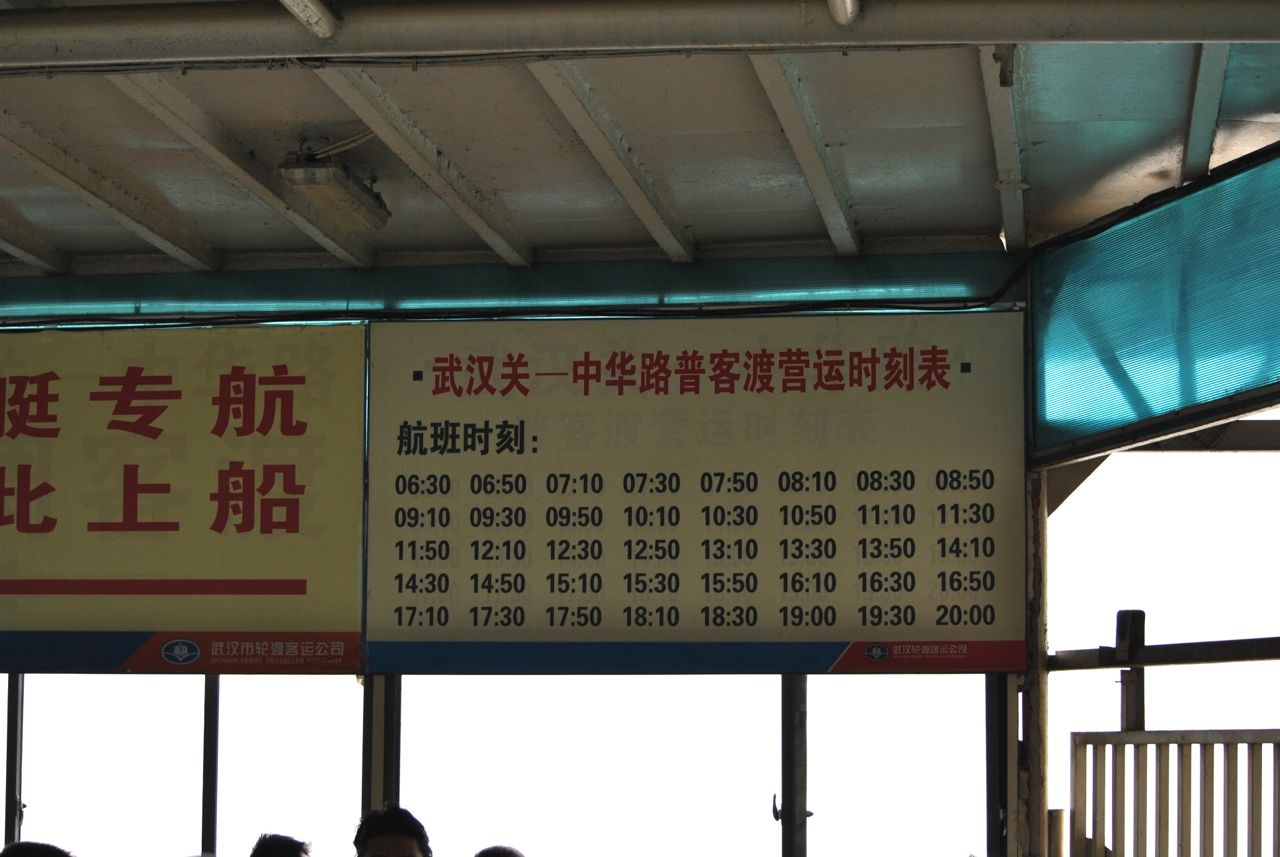
武汉关码头至中华路码头轮渡时刻表
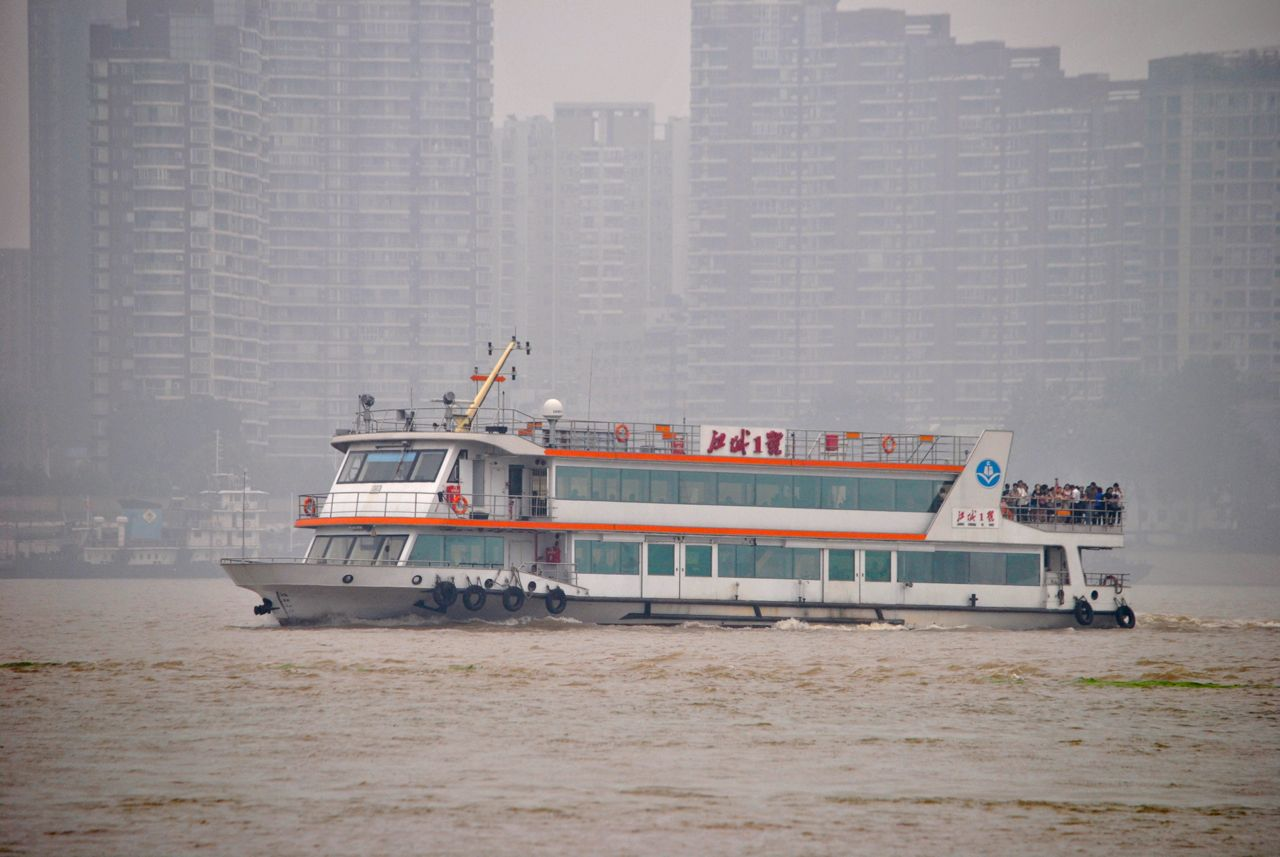
江城1號
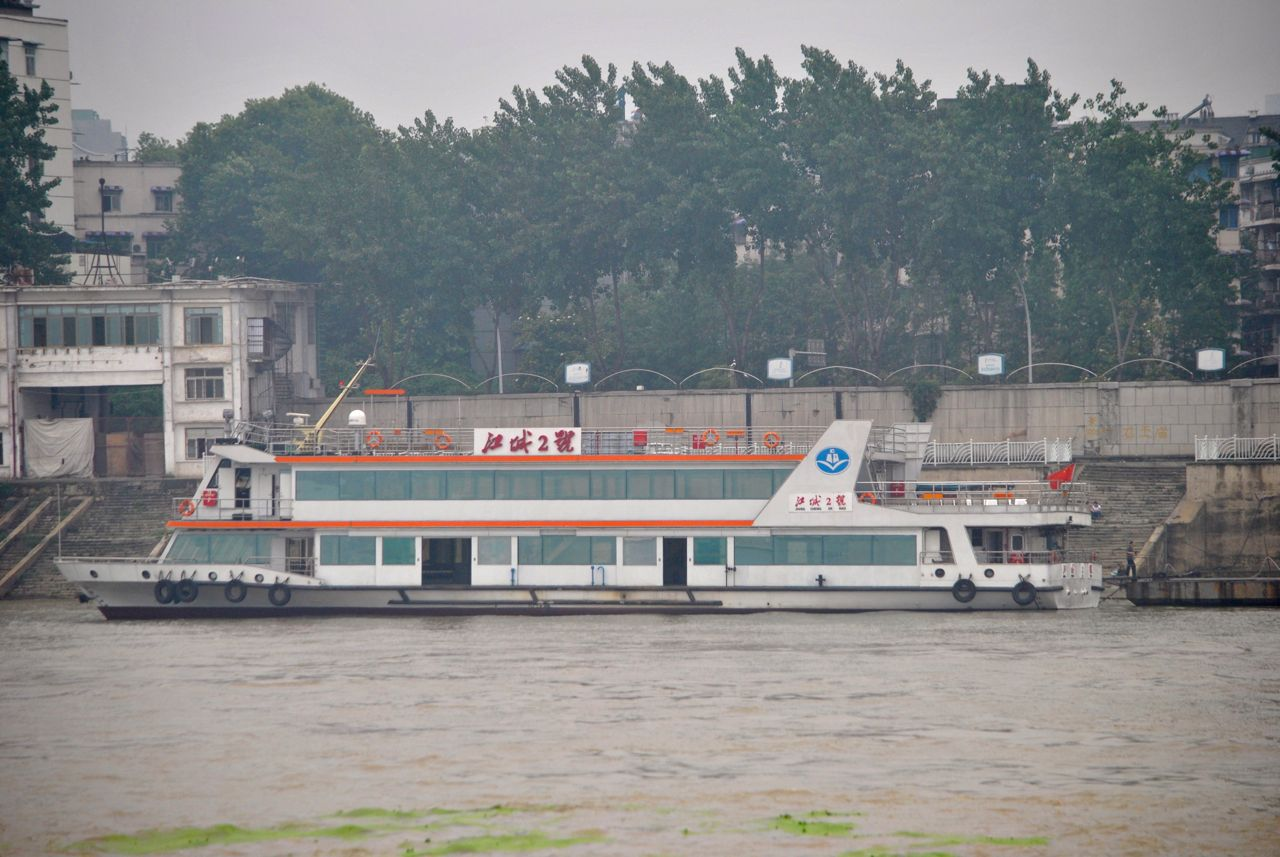
江城2號
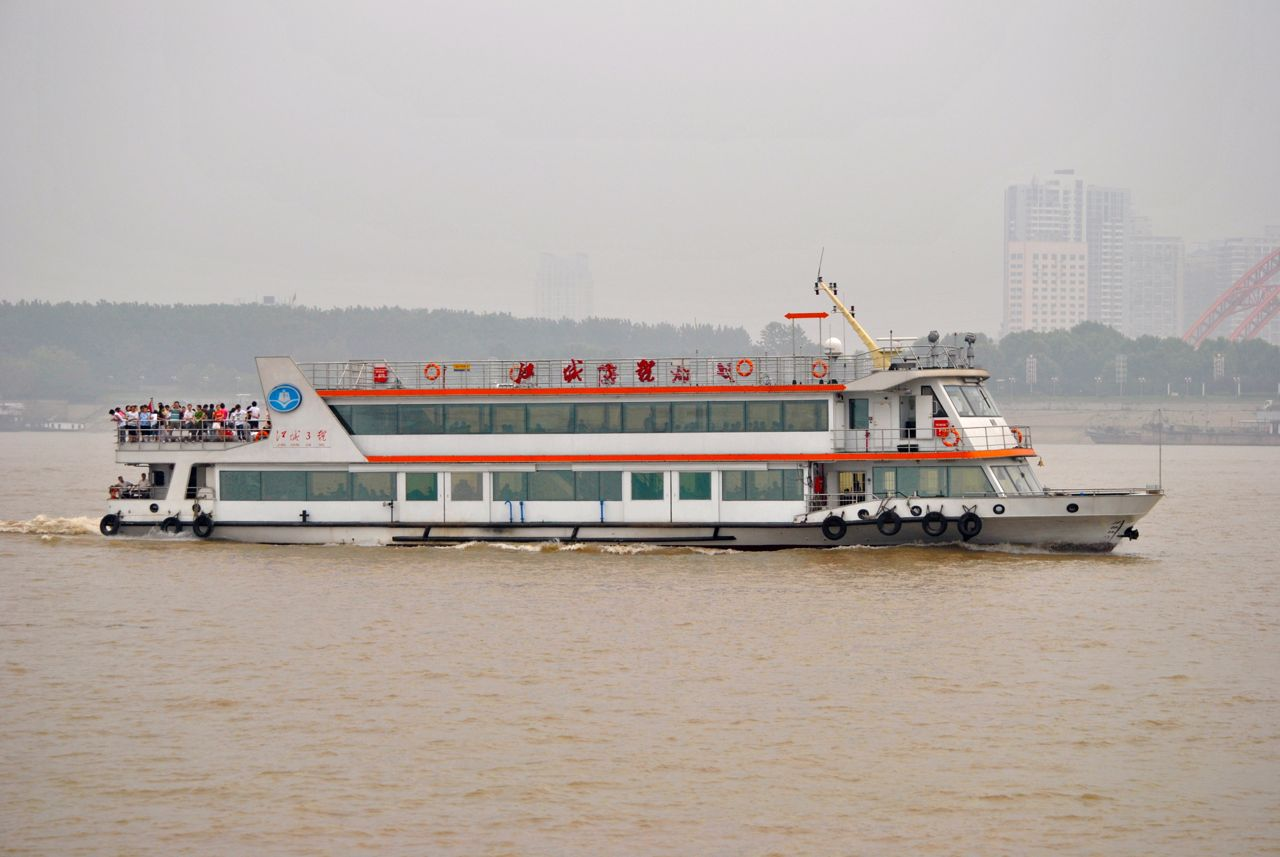
江城3號
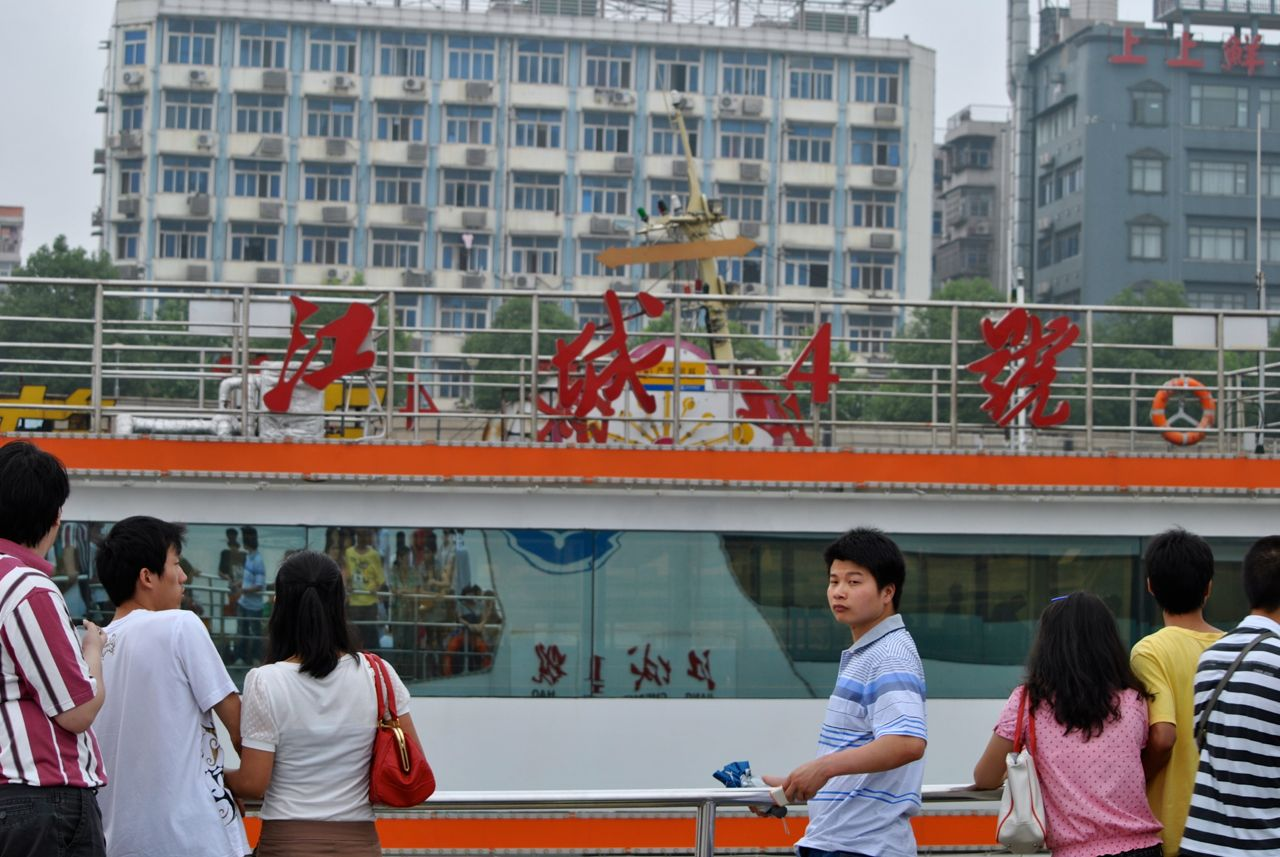
江城4號
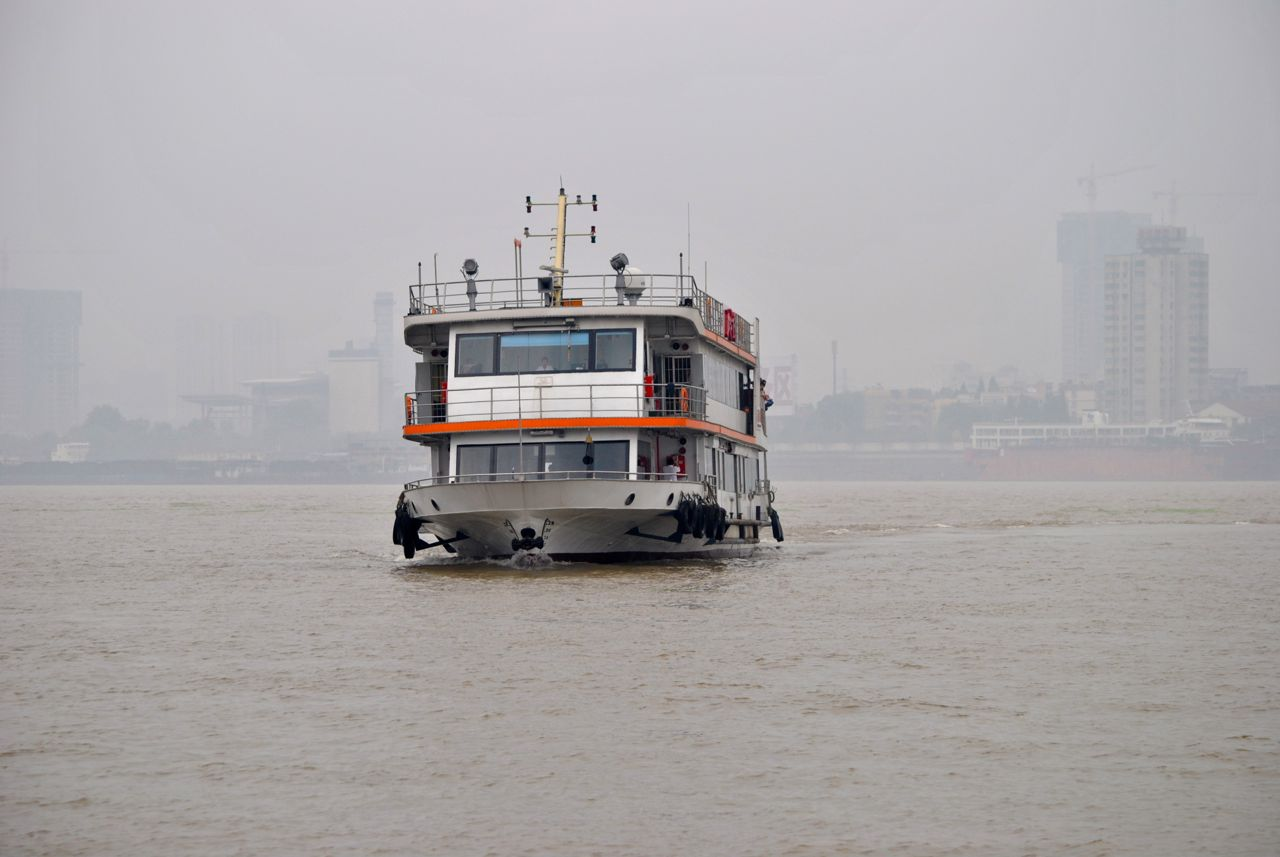
航行中的輪渡
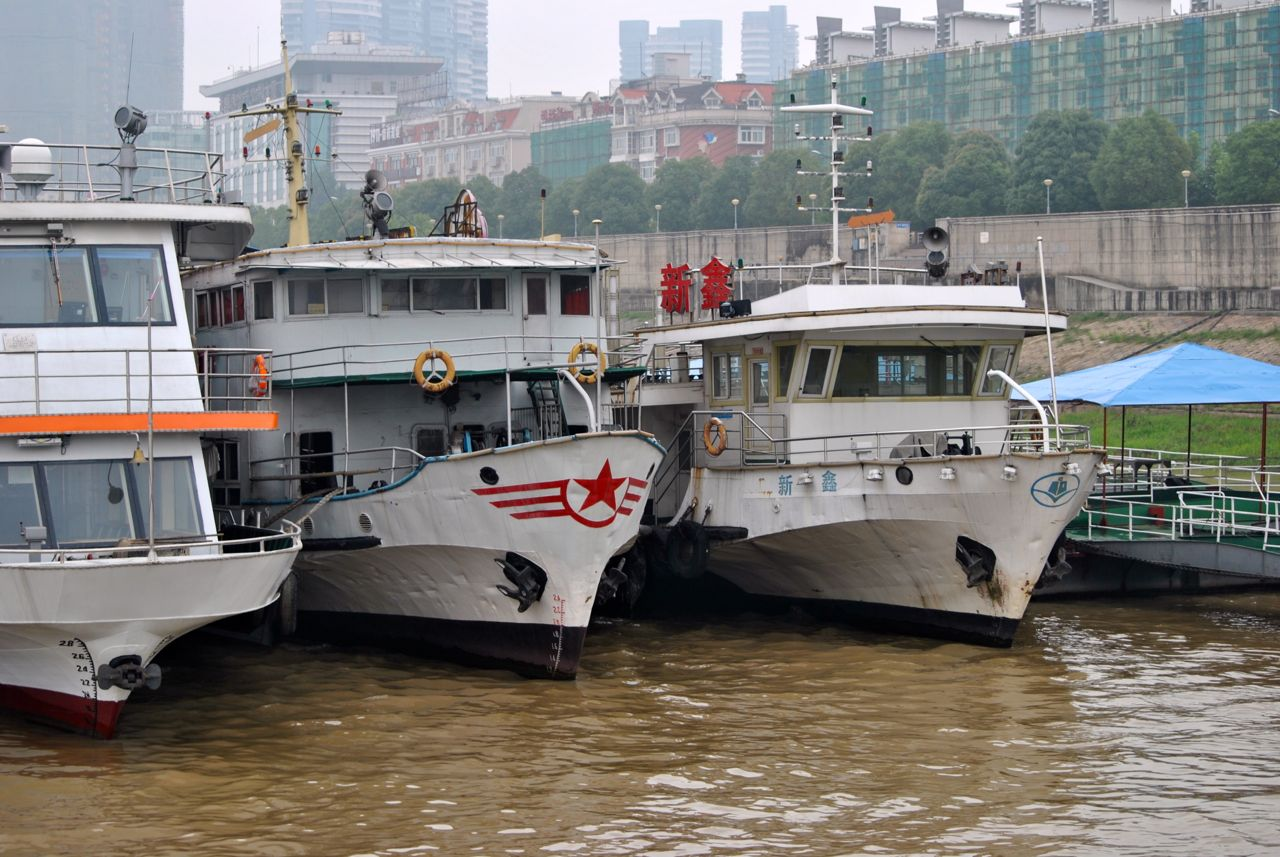
已不再服役的旧船
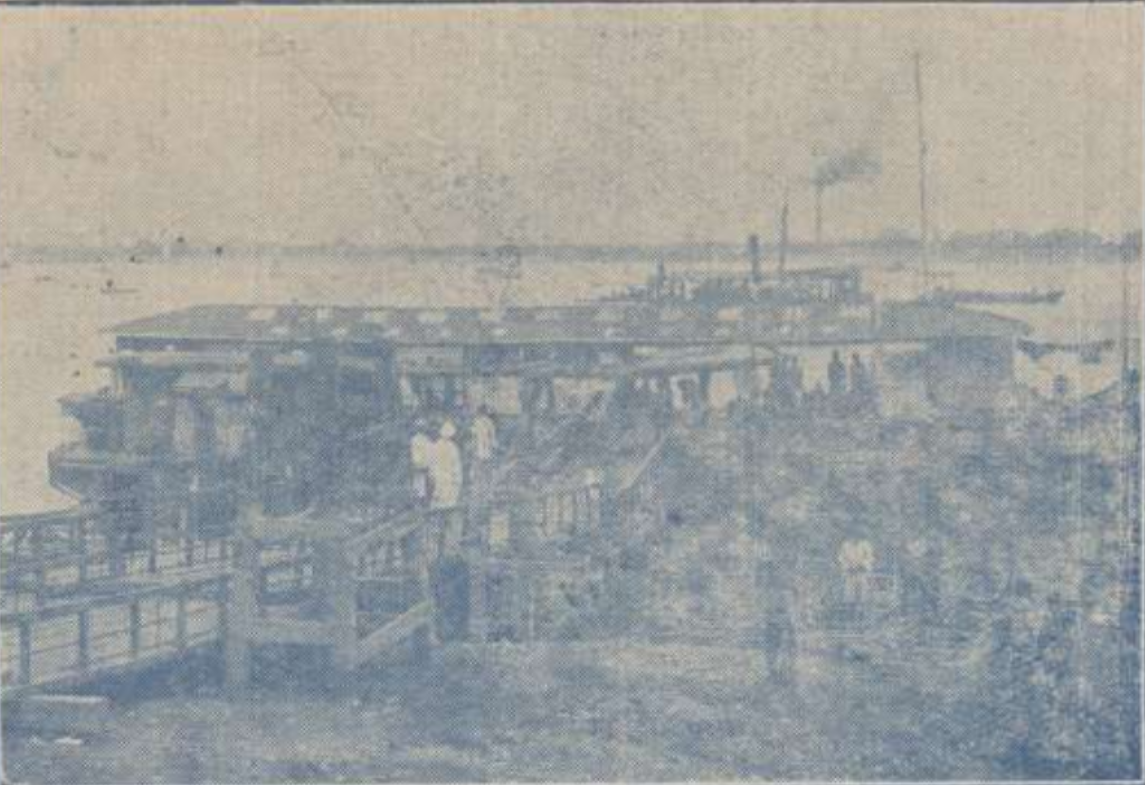
1929年的漢口碼頭
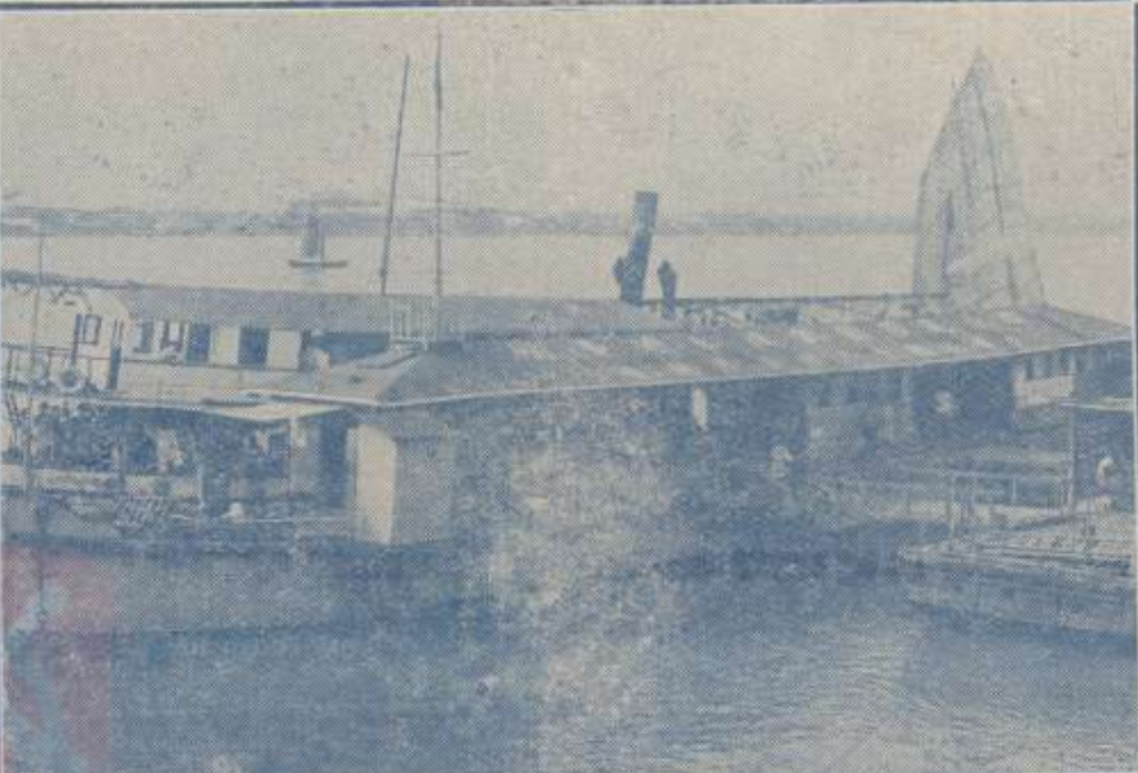
1929年的武昌碼頭
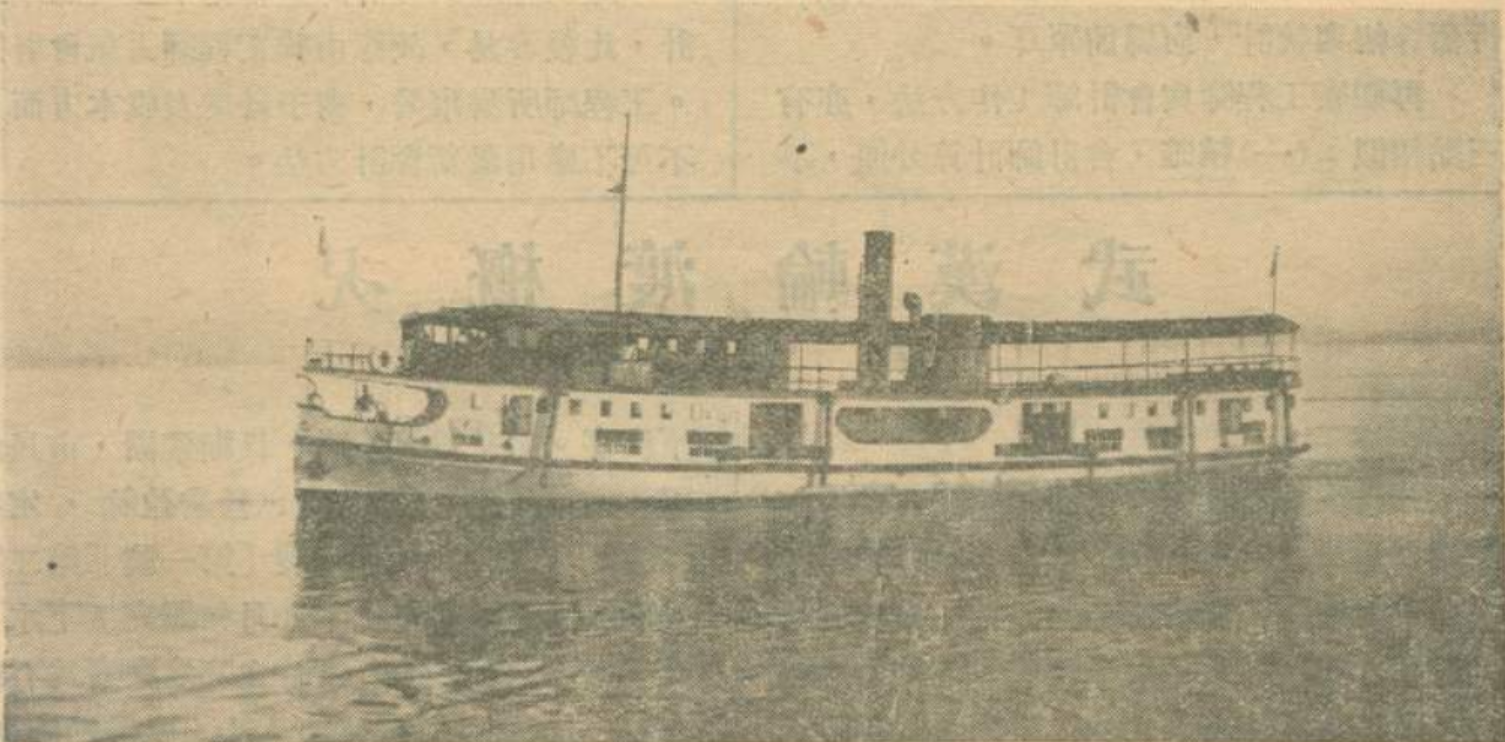
1933年的武漢輪渡建華號輪船
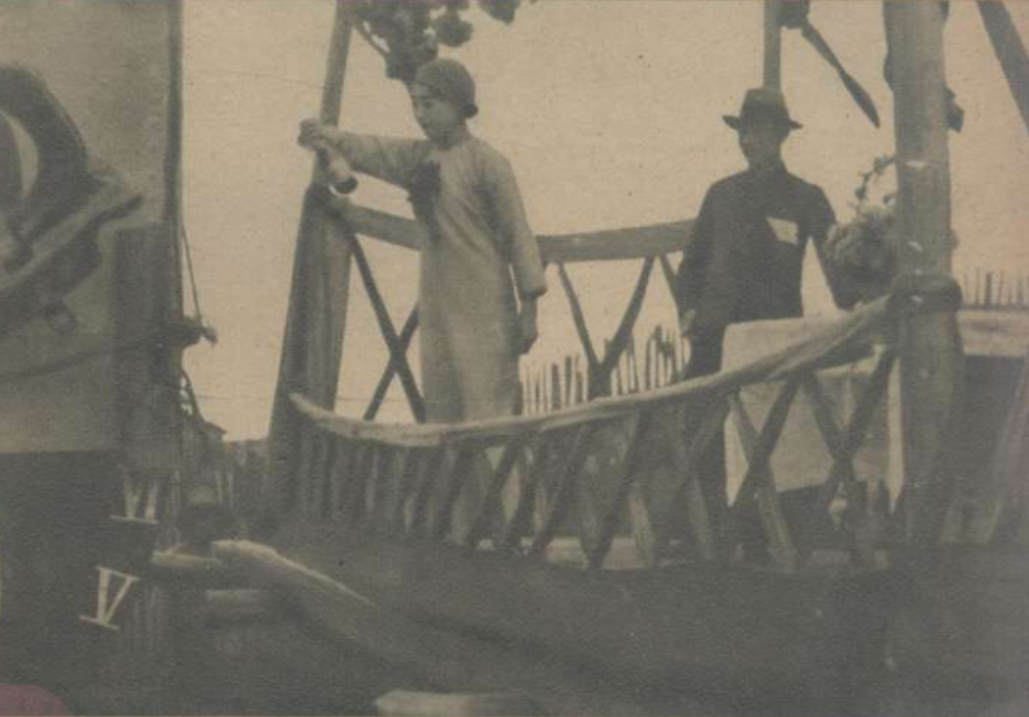
1933年武漢輪渡新造的建華號輪船下水時李書城富人薛文淑行擲瓶禮